# SteamWorld Dig
SteamWorld Dig är ett sidscrollande plattform-actionäventyrsspel utvecklat och utgivet av den svenska spelutvecklaren Image & Form. I spelet kontrollerar spelaren Rusty, en ångdriven robot som kommer till en liten västerländsk gruvstad, Tumbleton, efter att ha fått en kontrakt för en gruva från hans långglömde farbror Joe. Målet med spelet är att gräva genom Tumbletonminan, vilket också innebär att lösa pussel och navigation mellan plattformar för att undvika fällor och fiender. SteamWorld Dig släpptes ursprungligen på Nintendo eShop till Nintendo 3DS i Europa och Australien den 7 augusti 2013, Nordamerika den 8 augusti 2013 och Japan den 20 november 2013. Senare släpptes SteamWorld Dig till Microsoft Windows, Macintosh och Linux på Steam den 5 december 2013, till Playstation 4 och Playstation Vita den 18 mars 2014 i Nordamerika och den 19 mars 2014 i Europa, till Wii U den 28 augusti 2014, till Xbox One den 5 juni 2015, och till Nintendo Switch den 1 februari 2018.
En efterträdare, SteamWorld Heist, släpptes december 2015. En uppföljare, SteamWorld Dig 2, släpptes september 2017.